# Tyson Jost
Tyson Jost (ur. 14 marca 1998 w St. Albert) – kanadyjski hokeista występujący w Colorado Avalanche z National Hockey League (NHL).

## Kariera
Tyson Jost został wybrany przez Everett Silvertips w 1 rundzie z 7. numerem podczas WHL Bantam Draft (poziom Major Junior, najwyższy w rozgrywkach juniorów), ale postanowił wybrać zespół Penticton Vееs z BCHL (poziom Junior "A") by zachować uprawnienia związane z NCAA. W sezonie 2016-17 grał dla University of North Dakota. Wybrany przez Colorado Avalanche z 10. numerem podczas 2016 Entry Draft. W rozgrywkach NHL zadebiutował 31 marca 2017 w wygranym 2:1 spotkaniu z St. Louis Blues, a pierwszą bramkę zdobył 6 kwietnia, w przegranym 4:3 spotkaniu z Minnesota Wild.

## Statystyki

### Sezon zasadniczy i play-off
| 2013-14   | Pentincton Vees             | BCHL      | 3  | 0  | 0  | 0   | 0  | —  | —  | — | —  | — |
| 2014-15   | Pentincton Vees             | BCHL      | 46 | 23 | 22 | 45  | 16 | 21 | 10 | 4 | 14 | 6 |
| 2015-16   | Pentincton Vees             | BCHL      | 48 | 42 | 62 | 104 | 43 | 11 | 6  | 8 | 14 | 4 |
| 2016–17   | North Dakota Fighting Hawks | NCHC      | 33 | 16 | 19 | 35  | 44 | —  | —  | — | —  | — |
| 2016–17   | Colorado Avalanche          | NHL       | 6  | 1  | 0  | 1   | 0  | —  | —  | — | —  | — |
| 2017–18   | Colorado Avalanche          | NHL       | 65 | 12 | 10 | 23  | 26 | —  | —  | — | —  | — |
| NHL razem | NHL razem                   | NHL razem | 71 | 13 | 10 | 23  | 26 | —  | —  | — | —  | — |

### Międzynarodowe
| Rok              | Zespół           | Turniej          | Wynik            | M  | G  | A  | Pkt | Kary |
| ---------------- | ---------------- | ---------------- | ---------------- | -- | -- | -- | --- | ---- |
| 2014             | Canada White     | MŚU17            | 5                | 5  | 1  | 2  | 3   | 0    |
| 2015             | Kanada           | MŚJU18           | 1st              | 4  | 3  | 0  | 3   | 0    |
| 2016             | Kanada           | MŚU18            | 4                | 7  | 6  | 9  | 15  | 2    |
| 2017             | Kanada           | MŚJ              | 1st              | 7  | 1  | 4  | 4   | 6    |
| Juniorskie razem | Juniorskie razem | Juniorskie razem | Juniorskie razem | 23 | 11 | 14 | 25  | 8    |

## Sukcesy
Reprezentacyjne
- Srebrny medal mistrzostw świata: 2019